# Automotrice FS ALe 642
Le Automotrici ALe 642 sono una famiglia di elettromotrici leggere ad azionamento elettronico delle Ferrovie dello Stato Italiane costruite tra il 1991 ed il 1995 e destinate al servizio regionale (principalmente su linee a corto raggio); hanno svolto servizio dal 1991 al 2024.
Sei elettromotrici, inoltre, furono costruite per conto delle Ferrovie Nord Milano, che le ricevettero in consegna nel 1993, classificandole come EA.750-19÷24.

## Storia
Le ALe 642 sono state costruite dal 1991 al 1995 da Fiore-Lucana e Stanga e hanno iniziato a prestare servizio nel 1991.
Nel corso degli anni, nonostante un processo di revampizzazione, le ALe 642 sono state progressivamente sostituite da materiale più moderno, come gli elettrotreni "Jazz" e "Pop".
L'ultimo complesso di ALe 642 in servizio regolare, formato da ALe 642.045 + Le 764.143 + ALe 642.059, ha terminato la propria carriera il 14 febbraio 2024.
Numerosi complessi risultano accantonati presso il deposito di Pisa e quello di Bologna Ravone in attesa della demolizione.

## Caratteristiche

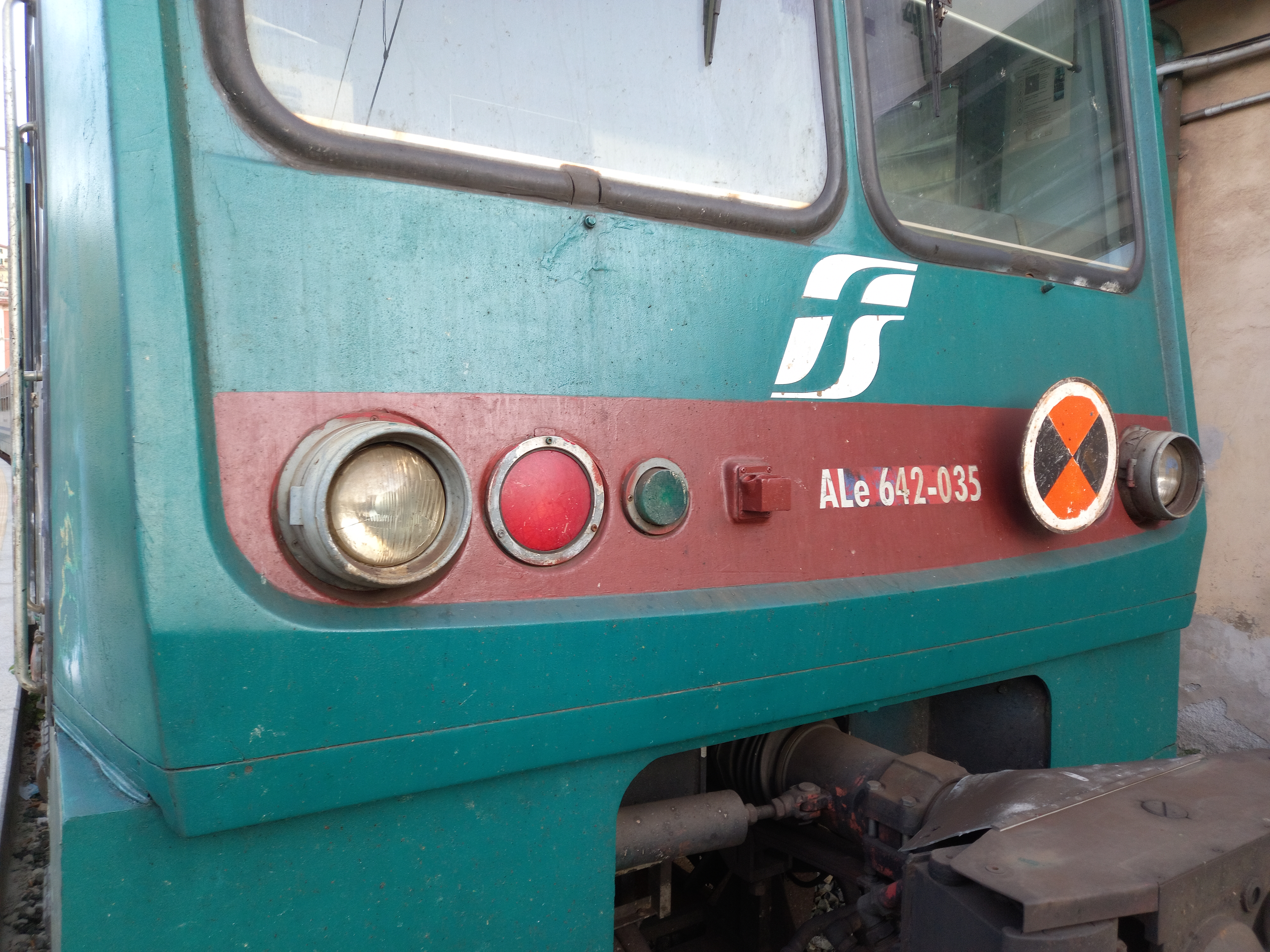
Particolare del musetto della ALe 642 035; in basso a destra è visibile il gancio automatico Scharfenberg

Il gruppo ALe 642 è una rielaborazione del precedente progetto ALe 582 del quale ricalca interamente l'impostazione meccanica e tecnica. Ne differisce solo per alcune modifiche riguardanti soprattutto la parte elettrica di comando a bassa tensione e per la presenza di soli posti di 2ª classe. Prima dell'avvento della livrea XMPR la colorazione adottata era la stessa delle ALe 582, ossia Grigiopolvere con bande laterali Arancione e Rosso fuoco. Le testate delle cabine di guida sono realizzate in materiale composito (preformato di poliestere rinforzato in fibra di vetro) ed è presente l'accoppiatore automatico di tipo Scharfenberg, in modo del tutto analogo alle sorelle ALe 582.

A partire dal 2010, il gruppo ALe 642 è stato sottoposto a sostanziali aggiornamenti per migliorare il comfort e prolungare la vita utile; sono stati installati nuovi sedili moderni in sostituzione di quelli originali, è stata leggermente modificata la combinazione di colori degli interni, sono stati aggiunti schermi elettronici Dove6, che mostrano le informazioni sul viaggio, e un sistema di climatizzazione migliorato. Inoltre, tutte le unità sono state dotate del sistema di sicurezza SCMT (Sistema Controllo Marcia Treno), rendendo così l'intero gruppo conforme alle più recenti normative di sicurezza.

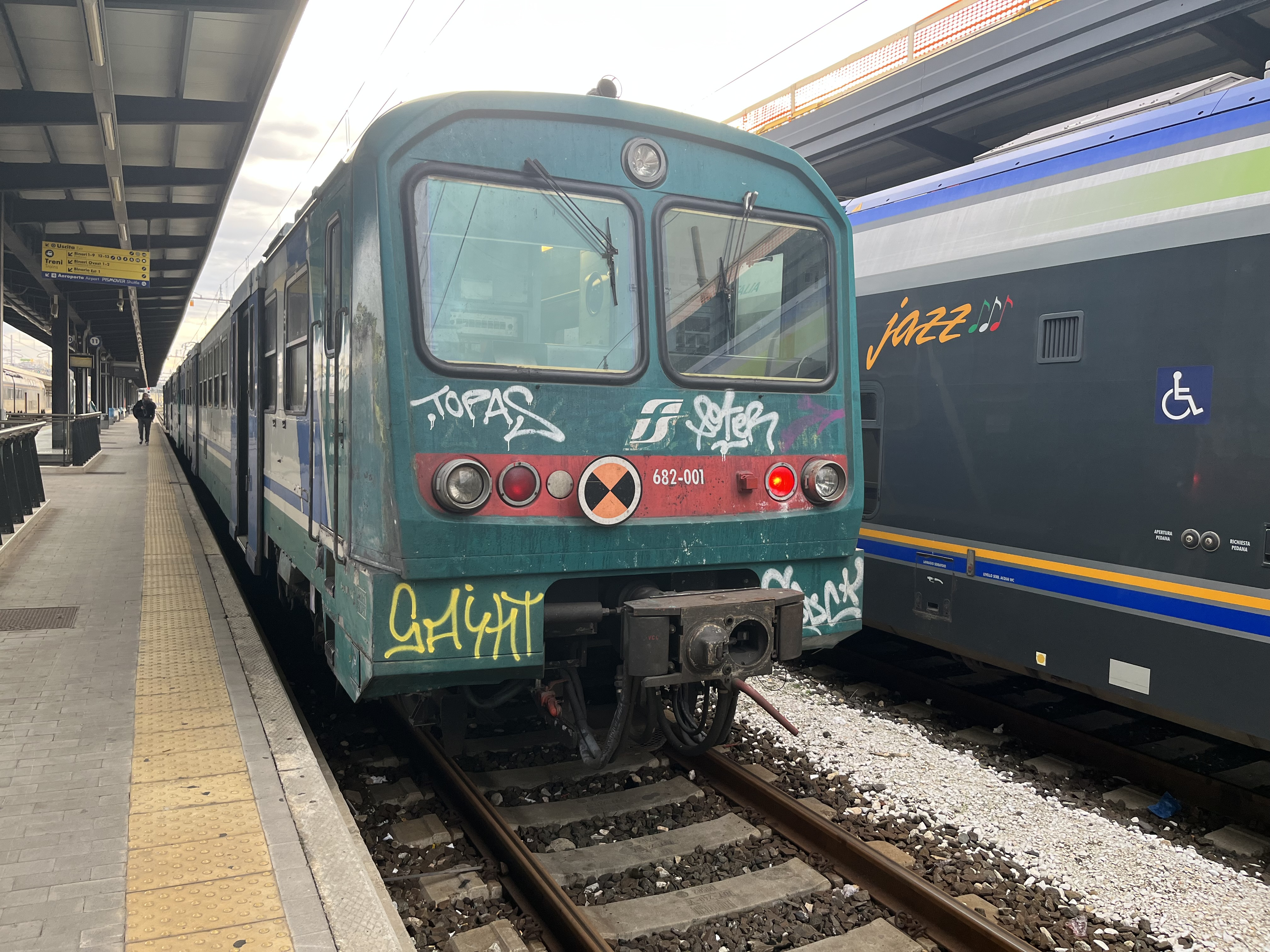
Semipilota Le 682.001 in Livrea XMPR alla Stazione di Pisa Centrale

### Differenze rispetto al gruppo ALe 582

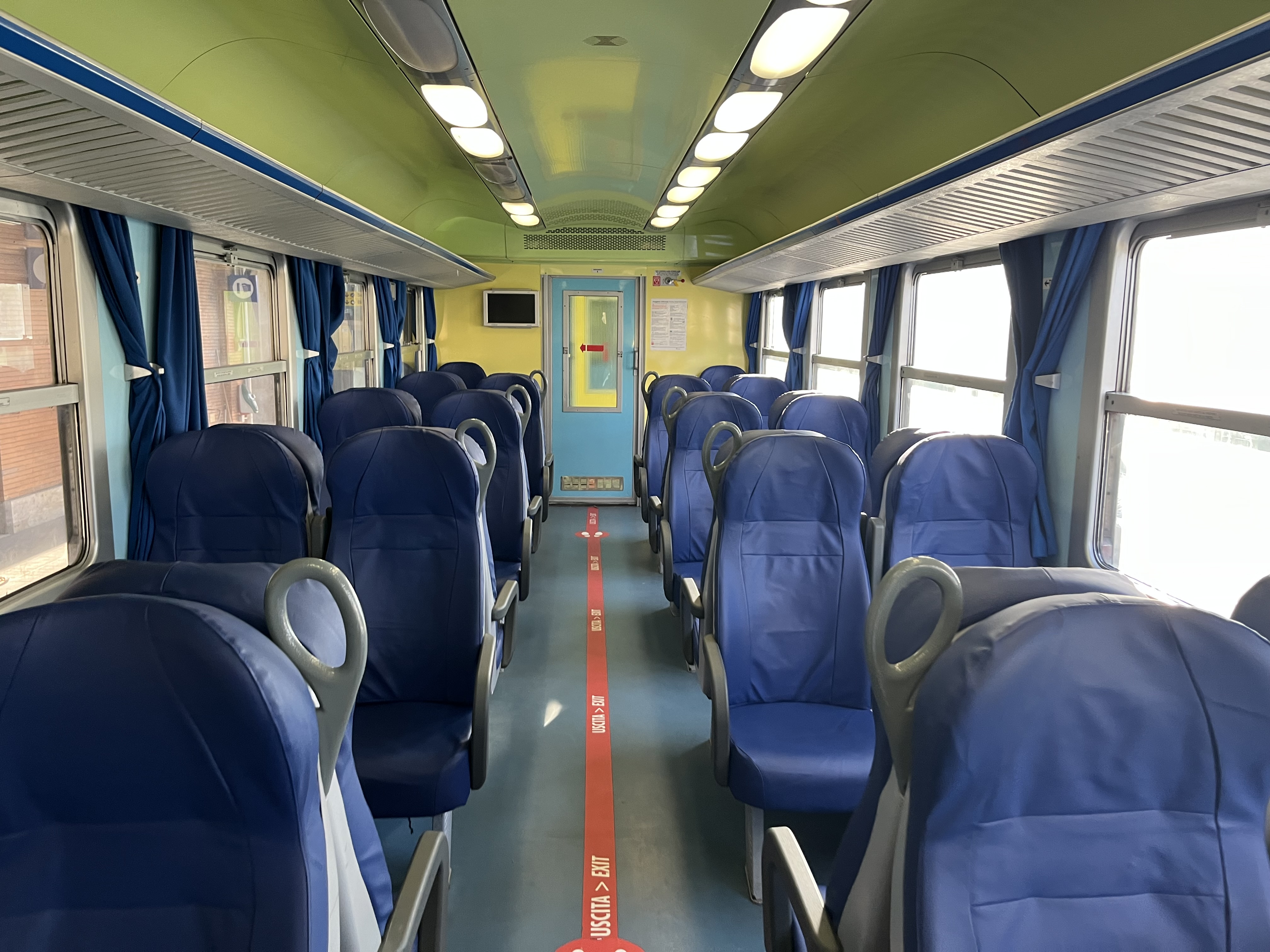
Interni del compartimento B di una rimorchiata "Le 764"

Anche se esternamente sono quasi indistinguibili dal gruppo ALe 582, il gruppo ALe 642 presenta comunque alcune differenze rispetto alle "sorelle" della precedente generazione. 
Il sistema di trazione è controllato da microprocessore, con azionamento full-chopper trifrequenza (evoluzione del chopper monofrequenza di cui sono dotate le ALe 582) in linea con le tecnologie più avanzate presenti al tempo della realizzazione. Il circuito di comando è a bassa tensione, a 24V (anziché a 110V come nelle ALe 582).
Per ridurre la rumorosità dei compressori tradizionali, quali quelli installati sul gruppo ALe 582, sono stati installati i moderni e silenziosi compressori "a vite".
È stato soppresso il vano bagagli/biciclette sulla carrozza pilota Le 682, sostituito con un ambiente viaggiatori, che ne incrementa il numero totale di posti a sedere fino a 68 (rispetto ai 56 della carrozza pilota Le 562, appartenente al gruppo ALe 582). Inoltre sono stati eliminati i posti di prima classe.

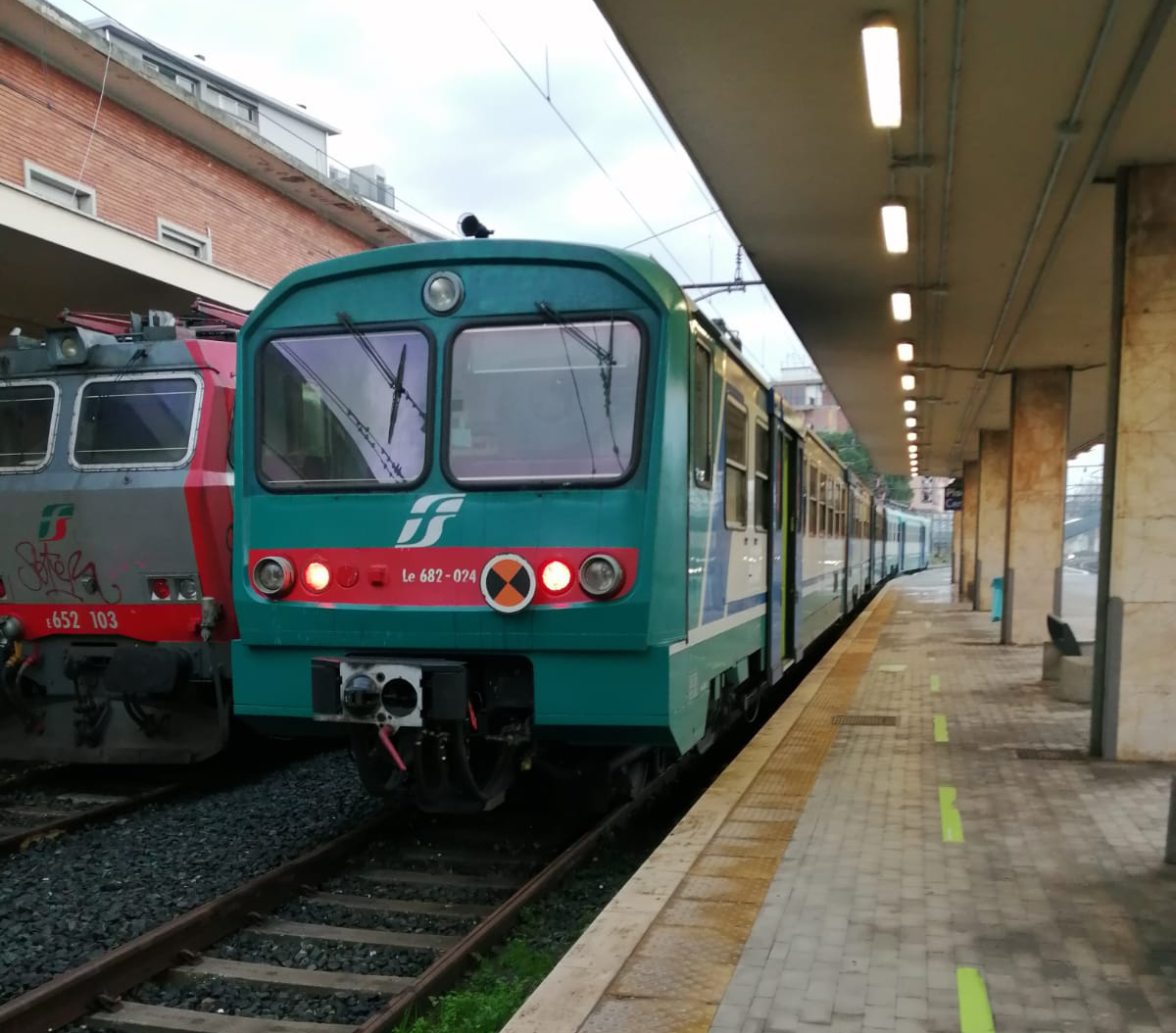
Carrozza pilota Le 682 a Viareggio, nell'inverno del 2021

### Composizioni

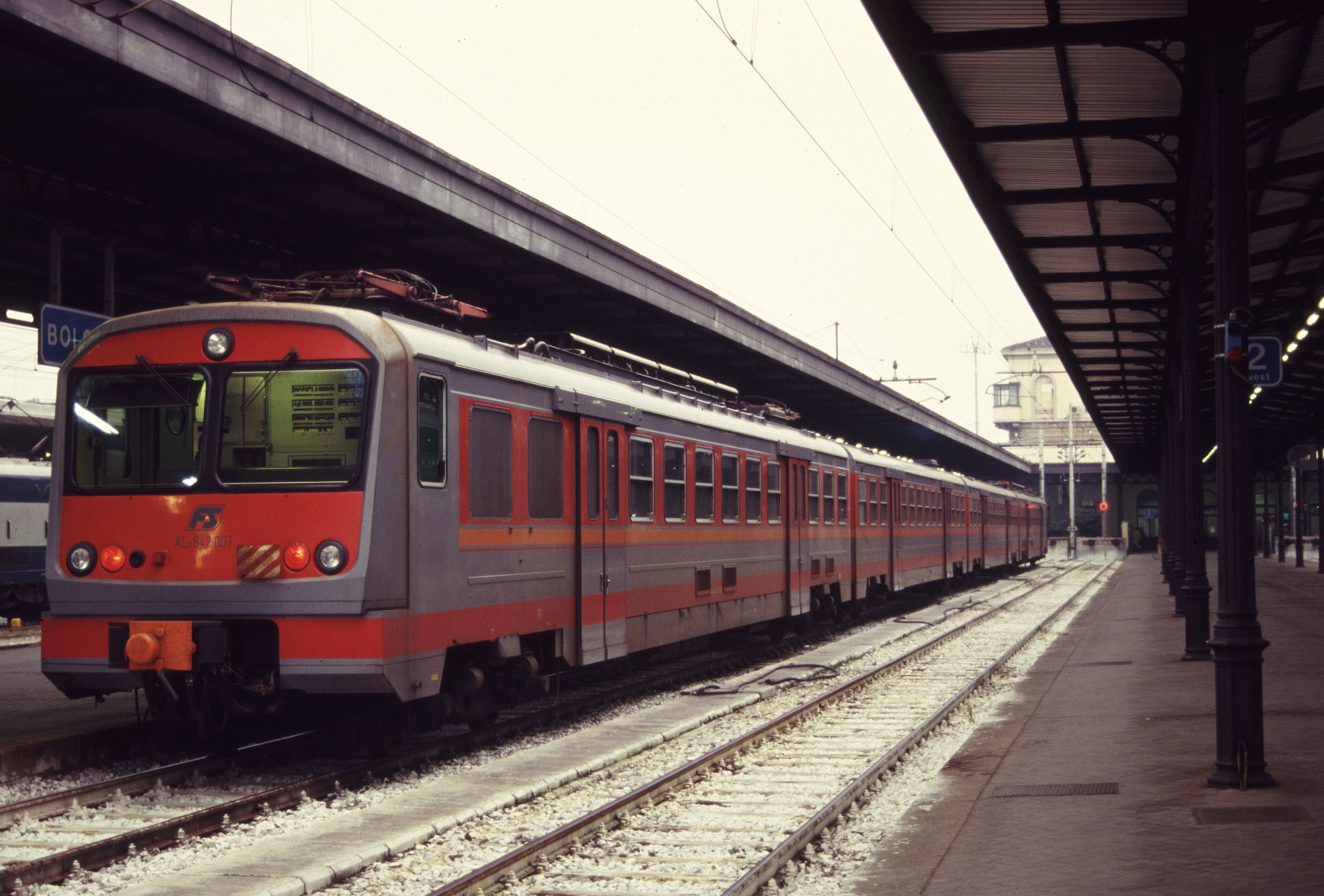
Un complesso di ALe 642 negli anni '90, quando vestiva ancora la livrea originale

I complessi di ALe 642 sono normalmente formati da due motrici (ALe 642) in comando multiplo e dai relativi rimorchi (Le 764), intercalati tra le due unità. Una delle due motrici può essere sostituita da una carrozza semipilota (Le 682).
Le composizioni possibili sono le seguenti:
- ALe 642 + Le 764 + ALe 642
- ALe 642 + Le 764 + Le 764 + ALe 642
- ALe 642 + Le 682 *
- ALe 642 + Le 764 + Le 682 *
- ALe 642 + Le 764 + Le 764 + Le 682 *
(* la carrozza pilota Le 682 può trovarsi sia in testa che in coda al treno, essendo dotata di cabina di guida ed atta al telecomando delle motrici)
Qualora fosse necessario è possibile formare treni composti da più di una composizione; in questo caso le singole composizioni vanno a formare un unico treno composto di più "sezioni". Non sono ammesse composizioni di due sole motrici senza rimorchi intermedi.
Il gruppo ALe 642 non è elettricamente compatibile con il gruppo ALe 582 e ALe 724 (che invece lo sono tra di loro), a causa della tensione di alimentazione differente degli impianti ausiliari, pertanto l'accoppiamento con questi diversi gruppi non può essere realizzato.

## Assegnazione
L'ultimo deposito ad avere il gruppo di ALe 642 era il deposito di Pisa, che al 2022 possedeva circa il 54% del parco rotabile originario e il 34% dei rotabili prodotti. I complessi svolgevano servizi di tipo regionale a corto e medio raggio in Toscana e regioni limitrofe come Liguria ed Emilia-Romagna nelle tratte: Pisa-Pontedera, Pisa-Lucca, Lucca-Pisa-Pontedera, Lucca-Pisa-Livorno, Pisa-La Spezia, La Spezia-Parma, La Spezia-Pontremoli, Livorno-Pisa-Pontedera, Pisa-Follonica, Pisa-Piombino, Pisa-Livorno, Livorno-Cecina, Pisa-Campiglia Marittima, Pisa-Grosseto, Campiglia Marittima-Grosseto, Campiglia Marittima-Piombino Marittima, Grosseto-Orbetello, Pisa-Firenze, Pistoia-Porretta Terme, Pistoia-Firenze, Lucca-Montecatini Terme, Viareggio-Lucca-Firenze.

## Incidenti
Il giorno 25 maggio 2022 l'unità 044 è rimasta gravemente danneggiata da un incendio, originatosi dagli apparati elettrici della stessa, mentre si trovava in sosta presso il binario 1 della stazione di La Spezia Centrale, in attesa di effettuare un treno con destinazione Pontremoli; il rogo, prontamente spento dai Vigili del Fuoco, ha causato l'evacuazione della stazione nonché forti ripercussioni sulla circolazione ferroviaria.

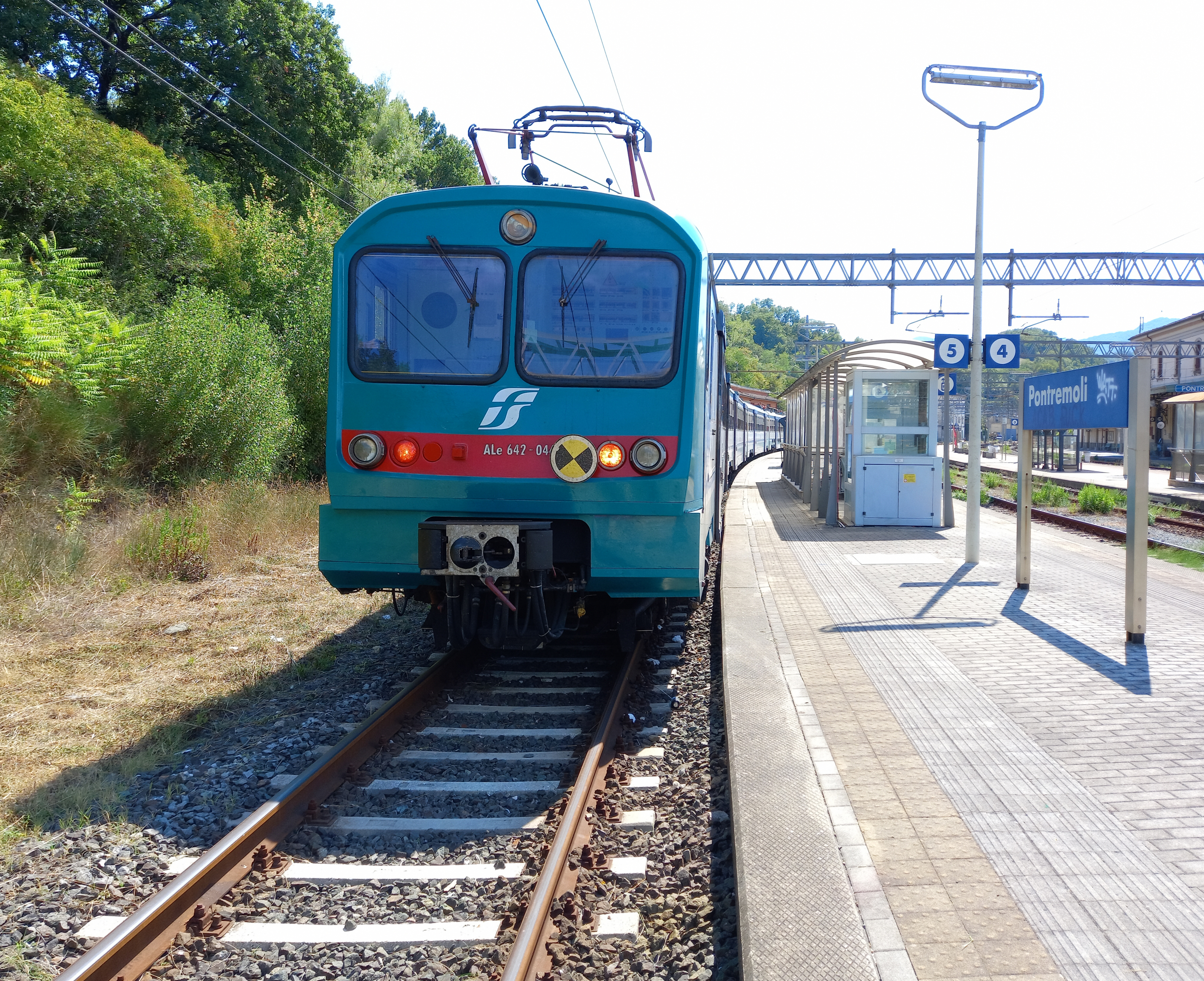
L'unità coinvolta nell'incendio del maggio 2022, qui ripresa nella stazione di Pontremoli a settembre 2021